# 토지대장
토지대장(土地臺帳)이란 토지의 소재지·지번·지목·지적 및 소유자의 주소·성명 등을 등록하는 공부를 말한다.

## 같이 보기
- 부동산등기부등본